# Anthony John Ireland

Wappen von Anthony John Ireland als Erzbischof von Hobart

Wappen von Anthony John Ireland als Weihbischof in Melbourne

Anthony John Ireland (* 28. April 1957 in Melbourne) ist ein australischer römisch-katholischer Geistlicher und Erzbischof von Hobart.

## Leben
Anthony John Ireland besuchte von 1962 bis 1969 das St. Aloysius College in Caulfield und von 1970 bis 1977 das De La Salle College in Malvern. Anschließend arbeitete er zunächst bei einer Bank und dann bei der Kommunalverwaltung. Ireland studierte ab 1981 Philosophie und Katholische Theologie am Corpus Christi College in Melbourne. Er wurde am 3. August 1986 durch den Weihbischof in Melbourne, Joseph Peter O’Connell, zum Diakon geweiht und empfing am 19. September 1987 in der St. Patrick’s Cathedral durch den Erzbischof von Melbourne, Thomas Francis Little, das Sakrament der Priesterweihe für das Erzbistum Melbourne.
Ireland war als Pfarrvikar in Grovedale (1987–1988) und Mentone (1988–1990) tätig. Anschließend wurde Anthony John Ireland für weiterführende Studien nach Rom entsandt, wo er 1992 an der Päpstlichen Universität Gregoriana ein Lizenziat im Fach Moraltheologie und an der Päpstlichen Universität Heiliger Thomas von Aquin einen Master im Fach Spirituelle Theologie erwarb. Nach der Rückkehr in seine Heimat wirkte er zunächst als Pfarrvikar in Sandringham, bevor er 1995 Pfarradministrator und 1996 schließlich Pfarrer in Langwarrin sowie 1997 zudem Dechant des Dekanats Peninsula wurde. Neben seinen Aufgaben in der Pfarrseelsorge lehrte er in dieser Zeit am Catholic Theological College in Melbourne und wurde 1997 Leiter des Department of Moral and Practical Theology. Ab 1999 war Ireland außerdem Pfarrer in Frankston.
Von 2002 bis 2004 absolvierte Anthony John Ireland ein Promotionsstudium an der Päpstlichen Universität Heiliger Thomas von Aquin in Rom, das er mit der Promotion im Fach Moraltheologie abschloss. 2005 wurde er Studiendekan und 2006 Rektor des Corpus Christi College in Melbourne. Seit 2009 wirkte Ireland als Pfarrer der Pfarrei St. Gregory the Great in Doncaster sowie als Bischofsvikar für den östlichen Teil des Erzbistums Melbourne und für die Gesundheits-, Alten- und Behindertenpflege. Ferner wurde er Mitglied des Konsultorenkollegiums, des Board of the Catholic Development Fund, des Catholic Capital Grants for Schools Committee und des State Government Committee for Legal and Social Issues.
Am 14. Mai 2021 ernannte ihn Papst Franziskus zum Titularbischof von Carinola und zum Weihbischof in Melbourne. Der Erzbischof von Melbourne, Peter Comensoli, spendete ihm und Martin Ashe am 31. Juli desselben Jahres in der St. Patrick’s Cathedral in Melbourne die Bischofsweihe; Mitkonsekratoren waren der Weihbischof in Melbourne, Terence Curtin, und der Bischof von Sale, Gregory Charles Bennet. Sein Wahlspruch Confirm, strengthen, support („Aufrichten, stärken, kräftigen“) stammt aus 1 Petr 5,10 .
Papst Leo XIV. bestellte ihn am 20. Juni 2025 zum Erzbischof von Hobart. Die Amtseinführung erfolgte am 12. August desselben Jahres.